# Witold Gadomski (poseł na Sejm PRL)
Witold Stanisław Gadomski (ur. 9 maja 1940 w Żarnowie) – polski polityk, poseł na Sejm PRL VIII kadencji.

## Życiorys
Syn Stanisława i Julii. Uzyskał tytuł zawodowy magistra prawa na Uniwersytecie Warszawskim, był również historykiem. Był sekretarzem zarządu uczelnianego Zrzeszenia Studentów Polskich. W 1960 wstąpił do Polskiej Zjednoczonej Partii Robotniczej, pełnił funkcję sekretarza (od 1976) i I sekretarza Komitetu Wojewódzkiego w Kielcach (1980–1981), zastępcy członka Komitetu Centralnego (1980–1981) oraz zastępcy kierownika wydziału organizacyjnego KC (1981–1985). Od 1961 zatrudniony był na kierowniczych stanowiskach w Związku Młodzieży Wiejskiej, przeszedł potem do pracy w KC PZPR. Od marca do grudnia 1980 przewodniczący Prezydium Wojewódzkiej Rady Narodowej w Kielcach. W latach 1980–1985 pełnił mandat posła na Sejm PRL VIII kadencji w okręgu Kielce. Zasiadał w: Komisji Przemysłu Ciężkiego, Maszynowego i Hutnictwa; Komisji Do Spraw Samorządu Pracowniczego Przedsiębiorstw; Komisji Nadzwyczajnej do rozpatrzenia projektu ustawy o Radach Narodowych i Samorządzie Terytorialnym oraz Komisji Spraw Wewnętrznych i Wymiaru Sprawiedliwości.

## Odznaczenia
- Złote odznaczenie im. Janka Krasickiego (1970)[1]